# Hwang In-shik
Hwang In-shik (황인식, né le 13 septembre 1940) est un acteur et professeur de hapkido sud-coréen connu pour ses apparitions dans divers films d'arts martiaux hongkongais tels que La Fureur du dragon (1972) avec Bruce Lee, Dynamique Dragon contre boxeurs chinois (1972) avec Angela Mao et La Danse du lion (1980) avec Jackie Chan.
Il est ceinture noire 10e degré de hapkido, le plus haut rang possible de cette discipline. Il vit actuellement à Toronto au Canada où il continue d'enseigner et de pratiquer quotidiennement.
Son travail dans le cinéma de Hong Kong est reconnu comme ayant aidé à promouvoir le hapkido en Chine et en Corée.

## Biographie

### Jeunesse et formation
Né à Sunchon, au nord de Pyongyang, dans l'actuelle Corée du Nord, Hwang In-shik et sa famille émigrent à Séoul durant son enfance. C'est là qu'il découvre les arts martiaux, d'abord le tangsudo puis le hapkido à 13 ans.
Hwang considère Choi Yong-sul, le fondateur de cet art, comme son professeur. Selon Kim Hyeong-sang du dojang Ulchigwan, le premier professeur de Hwang est Kim Yong-jin. Hwang gagne sa ceinture noire à 16 ans et entre peu après à l'association coréenne de hapkido dirigée par Ji Han-jae. À cette époque cruciale du développement du style, nombre des principaux acteurs du hapkido sont ses aînés, comme Han Bong-soo (en), Kim Chong-seong et Myeong Kwang-sik. Hwang est particulièrement connu à cette époque pour son excellente compétence de coups de pied.
Il est finalement promu ceinture noire 7e dan en 1976 par l'association coréenne de Hapkido et est nommé instructeur en chef du siège de l'association. Il devient rapidement reconnu comme un professeur influent avec une certaine renommée.

### Carrière à Hong Kong
En 1972, le réalisateur hongkongais Huang Feng (en) arrive à Séoul avec Sammo Hung, Jackie Chan, Tang Wei-cheng, Hu Yin-yin, Angela Mao, Chang Yi et Chin Hsiang-lin pour un tournage. Il est également à la recherche de nouvelles techniques impressionnantes à infuser dans les films d'action de Hong Kong et ses acteurs s'entraînent à l'association coréenne de hapkido pendant environ quatre mois sous la direction de Hwang et du chef de l'association Ji Han-jae.
Bon nombre des impressionnantes techniques de coups de pied vues dans le cinéma de Hong Kong aujourd'hui sont le résultat de l'influence interculturelle de cette époque. Hung a une affinité particulière pour l'entraînement, et certaines de ses techniques personnelles, telle que le double coup de pied avant en sautant, viennent directement du programme de hapkido.
Impressionné par les pratiquants de hapkido, Huang invite Hwang et Ji à Hong Kong pour développer une idée de film inspirée des expériences du réalisateur en Corée. Réalisé en 1972, le film s'intitule Hapkido (ou Dynamique Dragon contre boxeurs chinois dans sa version française) et est aussi connu à l'étranger sous le titre américain Lady Kung-fu. Il met en vedette Angela Mao, Sammo Hung et Carter Wong (Huang Chia-da).
Dans le film, Ji et Hwang jouent leurs propres rôles, un maître de hapkido et son meilleur élève qui enseignent le style à un groupe d'étudiants chinois. Les films suivants, tel que Le Vengeur aux poignets d'acier (en) (1973), mettent de nouveau Hwang et Ji en vedette mais dans des rôles différents.
Hwang continue de jouer dans d'autres films, la première étape de sa carrière se terminant après la mort de Bruce Lee, avec qui il était en négociation pour un rôle dans Le Jeu de la mort la semaine de son décès. Il était apparu brièvement dans La Fureur du dragon (1972) dans le rôle d'un karatéka japonais. Après son retour en Corée, il joue dans une série de films d'arts martiaux coréens, notamment A Wandering Hero, Black Leopard et Black Spider. Il émigre ensuite au Canada où il ouvre un dojang dans la ville de Toronto et se retire du cinéma.
Quelques années plus tard, Jackie Chan, cascadeur dans les premiers films de Hwang, devient une star du cinéma à Hong Kong et persuade Hwang de sortir de sa retraite pour jouer dans La Danse du lion (1980), mettant en vedette dans son montage original une scène de combat de 15 minutes entre Chan et Hwang, et Dragon Lord (1982), dans lequel Hwang joue un méchant s'opposant à Chan.

## Vie au Canada
En 1976, Hwang émigre au Canada où il fonde une famille. Il ouvre un dojang, puis déménage peu de temps après dans le quartier grec de Toronto appelé Danforth, où il continue d'enseigner et de s'entraîner quotidiennement.